# 甲府藩
甲府藩（こうふはん）は、甲斐国に存在した藩の一つ。

## 前史
甲斐国は戦国時代に守護武田氏により国内統一され、武田信虎から武田晴信（信玄）期にかけて甲府に府中が移転され、甲府盆地北縁の相川扇状地に居館である躑躅ヶ崎館が築造され、要害山城や後に甲府城が築かれる一条小山などの支城が築かれて府中防衛体制が整えられ、館を中心とした城下町の整備が行われた。
武田信玄期から武田勝頼期にかけて武田氏は信濃・駿河に領国を拡大させ、甲府城下町も拡張した。武田勝頼期には長篠の戦いでの織田・徳川連合軍への大敗を契機とした領国の動揺を招き、甲府から西の韮崎に新たに府中の移転を試みて新府城を築城して領国の維持を図るが、天正10年（1582年）に織田・徳川連合軍の侵攻により滅亡した。
武田氏の滅亡後、織田信長は家臣の河尻秀隆に甲斐一国を与えるが、同年6月に本能寺の変で織田信長が横死すると、甲斐では武田遺臣による一揆で河尻秀隆が殺害され、無主状態に陥った。武田遺領は遠江の徳川家康と相模の北条氏政が争った天正壬午の乱の結果、徳川家の支配となる。徳川家康は家臣の平岩親吉に命じて一条小山に甲府城を新たに普請させ、甲斐の守備を任せた。
天正18年（1590年）、豊臣政権に臣従した徳川家康は関東に移封され、徳川領と接する甲斐は重要視され、豊臣秀勝・加藤光泰・浅野長政・浅野幸長父子などの豊臣系大名が入国した。

## 藩史
慶長5年（1600年）、豊臣系大名の浅野幸長が支配していたが、関ヶ原の戦いで浅野幸長は東軍に与して功を挙げたため、同年に紀州藩へ加増移封された。

### 甲府城番時代
慶長5年（1600年）、徳川家康の八男で甲府郡代の平岩親吉の養子の徳川仙千代が平岩親吉の後見のもとに入ったが、同年のうちに夭折した。
慶長8年（1603年）1月、徳川家康の九男の徳川義直（五郎太丸）が25万石で入るが、幼少であったため、やはり甲府郡代の平岩親吉の後見を受けた。
慶長12年（1607年）、徳川義直と甲府郡代の平岩親吉が尾張清洲藩に加増移封。代わって、徳川秀忠の三男の徳川忠長が駿河国府中に入る。この時に遠江・甲斐も徳川忠長の所領とされた。甲府城番が設置される。
元和2年（1616年）、徳川義直が尾張へ移封。代わって、徳川忠長が甲府23万8000石を拝領し、甲府藩主となる（『甲斐国志』）。
寛永9年（1632年）、徳川忠長は素行の悪さから改易された。その後、甲斐は幕府直轄領となる。

### 甲府藩成立
慶安4年（1651年）に3代将軍家光の三男の徳川綱重が甲斐を拝領し、甲府藩が成立する。甲府徳川家による甲斐統治は、それまでの幕府代官を召抱え在地支配を委託していたが、寛文元年（1661年）には家臣団への知行宛行・代官など支配機構の整備や甲斐国内の旗本領の整理などを行い、藩政支配が開始された。
延宝6年（1678年）、徳川綱重が死去。長男の徳川綱豊（後の6代将軍家宣）が甲府藩の跡を継いだ。
宝永元年（1704年）、嗣子がない5代将軍綱吉が徳川綱豊を徳川家の後継者と決めた為、徳川家宣と改名して江戸城西の丸に移った。徳川家宣と交代して、側用人の柳沢吉保が15万石で入る。
宝永6年（1709年）、徳川家宣が6代将軍となる。同年、柳沢吉保隠居。長男の柳沢吉里が甲府藩主を継ぐ。内分分知の形で甲府新田藩が成立（吉里の弟2名にそれぞれ1万石ずつ）。

### 甲府藩廃藩
享保9年（1724年）、享保の改革おいて徳川幕府財政強化の為、柳沢吉里は大和国郡山藩に移封され、甲府藩は幕府直轄領化された。同年、甲府新田藩の両藩が越後国内（黒川藩・三日市藩）に所領を移されて廃藩。
結果、甲府町方は町奉行から甲府勤番支配へ、在方は四分代官支配へとなった（甲府勤番の下に甲府町年寄が置かれた）。
寛政4年（1792年）、太枡騒動が起こる。
天保7年（1836年）、郡内地方から甲斐一国規模の騒動となった天保騒動が発生。

### 甲府城代
慶応2年（1866年）、甲府勤番の上位に、甲府城代を設置（詳細は甲府城を参照）。
慶応4年（1868年）、戊辰戦争で旧幕府軍と新政府軍激突（甲州勝沼の戦い）の場となった。

### 明治維新
明治元年（1868年）10月28日、明治時代を迎え、甲斐府となった（府藩県三治制を参照）。

## 甲府勤番
甲府勤番は、享保9年（1724年）、柳沢吉里の郡山藩移封後に8代将軍吉宗が、享保の改革の一環として甲斐国直轄支配のために創設した、江戸幕府の職制である。
詳細は甲府勤番を参照。

## 歴代藩主
江戸幕藩体制の藩主に含まれない、甲府城主（または領主）たる大名については、甲府城を参照。

### 尾張徳川家
親藩 - 25万石→尾張清洲藩53万石
1. 徳川義直

### 駿河徳川家
親藩 - 20万石→駿河駿府藩55万石
1. 徳川忠長

### 甲府徳川家
親藩 - 25万石
1. 徳川綱重
2. 徳川綱豊

### 柳沢家
譜代 - 15万石→大和郡山藩15万石
1. 柳沢吉保
2. 柳沢吉里

## 支藩
柳沢家時代の支藩
- 甲府新田藩1万石　宝永6年（1709年） - 享保9年（1724年）の15年間。